# Araneus nacional
Araneus nacional là một loài nhện trong họ Araneidae.
Loài này thuộc chi Araneus. Araneus nacional được Herbert Walter Levi miêu tả năm 1991.